# 拿德利
“拿德利”（Ratri，或Ratridevi），梵語中黑夜之意，吠陀時代登場的提毗神祇，身穿黑袍，是司职黑夜的女神。她是天父神特尤斯的女兒，曙光女神烏莎絲的姐姐。

## 大众文化
作为印度神话中的黑夜女神，“拿德利”也在美国小说家“罗杰·泽拉兹尼”的科幻作品《光明王》中登场，也曾在“漫威漫画”公司出版的漫画中出现过，在日本漫畫"三隻眼"中則是以烏莎絲的複製人身分出場。